# Hermann Baumann
Pour les articles homonymes, voir Baumann.
Hermann Baumann, né à Hambourg le 1er août 1934 et mort le 29 décembre 2023, est un corniste allemand.

## Biographie
Hermann Rudolf Konrad Baumann naît le 1er août 1934 à Hambourg,.
Jeune, il reçoit des leçons de piano et de violoncelle, et suit une formation de chef de chœur. En outre, il est batteur dans le big band de jazz de Ernst Mosch. Il n'étudie le cor qu'à partir de l'âge de 17 ans, à la Staatliche Hochschule für Musik à Hambourg, où il a comme professeurs Heinrich Keller (de) puis Fritz Huth (de),.
En 1957, il devient premier corniste à l'Orchestre philharmonique de Dortmund, poste qu'il occupe jusqu'en 1961, avant d'être cor solo à l'Orchestre symphonique de la radio de Stuttgart entre 1961 et 1967,.
En 1964, Hermann Baumann remporte le concours international de musique de l'ARD à Munich.
En 1967, il fait ses débuts dans le Deuxième concerto pour cor de Richard Strauss avec l'Orchestre symphonique de Vienne sous la direction de Karl Richter.
Il abandonne son poste de musicien d'orchestre pour se consacrer à une carrière de soliste et de pédagogue. Il enseigne à partir de 1967 à la Folkwang Hochschule à Essen, où il est « Professor » à compter de 1969. Il y reste jusqu'en 1996, avec un intermède entre 1980 et 1983 à la Musikhochschule de Stuttgart,.
Considéré comme le meilleur corniste de sa génération en Allemagne, il est avec Barry Tuckwell au niveau international l'un des grands promoteurs du répertoire solistique pour cor. Il s'illustre également au cor naturel et collabore avec des spécialistes de musique ancienne tels Nikolaus Harnoncourt, Gustav Leonhardt et Jaap Schröder.
En tant que soliste, Hermann Baumann effectue de nombreuses tournées et réalise plusieurs enregistrements. Il grave notamment les Concertos pour cor de Mozart en 1972 au cor naturel, sous la direction d'Harnoncourt, puis au cor moderne sous la direction de Pinchas Zukerman, et enregistre les concertos de Richard Strauss, Carl Maria von Weber et Reinhold Glière,.
Comme interprète, il est également le créateur du Trio pour violon, cor et piano (1982) de György Ligeti et du Concerto pour cor (1983, qui lui est dédié) d'Hans Georg Pflüger (de),.
En 1999, la Historic Brass Society (en) lui décerne à Paris le prix Christopher Monk pour sa contribution exceptionnelle à la musique sur instruments anciens.
Hermann Baumann meurt le 29 décembre 2023,.

## Films
Une leçon particulière, réalisation Claude Mouriéras, conception Olivier Bernager et François Manceaux, 1987.